# Николаевский сельсовет (Миякинский район)
Николаевский сельсове́т — упразднённая в 2008 году административно-территориальная единица и сельское поселение (тип муниципального образования) в составе Миякинского района. Почтовый индекс — 452096. Код ОКАТО — 80 244 855 000.
Согласно Закону Республики Башкортостан «О границах, статусе и административных центрах муниципальных образований в Республике Башкортостан» от 16 декабря 2004 года имел статус сельского поселения. В 2008 году Николаевский сельсовет объединён с сельским поселением Миякибашевский сельсовет.

## Состав сельсовета
деревня Николаевка — административный центр д. Новый Мир, д. Кашкарово, д. Днепровка, д. Максимовка

## История
Закон Республики Башкортостан от 19.11.2008 N 49-з «Об изменениях в административно-территориальном устройстве Республики Башкортостан в связи с объединением отдельных сельсоветов и передачей населённых пунктов» гласил:

 "Внести следующие изменения в административно-территориальное устройство Республики Башкортостан:
36) по Миякинскому району:
объединить Миякибашевский и Николаевский сельсоветы с сохранением наименования «Миякибашевский» с административным центром в селе Миякибашево.
Включить деревни Днепровка, Кашкарово, Максимовка, Николаевка, Новый Мир Николаевского сельсовета в состав Миякибашевского сельсовета.
Утвердить границы Миякибашевского сельсовета согласно представленной схематической карте.
Исключить из учётных данных Николаевский сельсовет;

## Географическое положение
На 2008 год граничил муниципальными образованиями: Карановский сельсовет, Уршакбашкарамалинский сельсовет. («Закон Республики Башкортостан от 17.12.2004 N 126-з „О границах, статусе и административных центрах муниципальных образований в Республике Башкортостан“»).